# Ronald de Jong
Ronald de Jong (Den Haag, 30 juni 1956) is een Nederlands organist. Hij is vaste organist van de Oude Kerk in Zoetermeer op het historisch Lohmanorgel uit 1838. Hij treedt op in Nederland en in het buitenland (onder meer de Verenigde Staten, Schotland, Slowakije en Italië) en is begeleider van koren en solisten. Hij heeft zes cd's uitgebracht waarop ook improvisaties staan. De laatste cd is een dubbel-cd.

## Biografie
De Jong kreeg zijn eerste orgellessen op 16-jarige leeftijd van Ben Feij. Voor zijn orgelstudie studeerde hij in 1983 af aan het Koninklijk Conservatorium in Den Haag. Zijn docenten waren Rienk Jiskoot en Wim van Beek. Later behaalde hij het diploma Kerkelijk orgelspel aan het Instituut voor Kerkmuziek in Utrecht.
Tijdens zijn studie was hij organist van de Gereformeerde Pax-Christikerk in Den Haag en vanaf 1988 speelde hij orgel aan de Oudshoornse Kerk in Alphen aan den Rijn. Sinds 1991 is hij als cantororganist actief in de Oude Kerk in Zoetermeer; ook voert hij daar de muzikale leiding over de cantorij.
Naast een privélespraktijk op het orgel van de Oude Kerk te Zoetermeer is hij als docent (orgel, klavecimbel en theorie) verbonden aan het Centrum voor Kunst en Cultuur te Zoetermeer en is hij daar dirigent van het kamerkoor Carmen Vocale. Hij adviseert op muzikaal terrein de Stichting Concerten Oude Kerk Zoetermeer en is medeorganisator van lunchpauzeconcerten. Bij zijn afscheid in april 2023 werd hij benoemd tot Lid in de Orde van Oranje-Nassau.

## Discografie
- Ronald de Jong speelt en improviseert op monumentale orgels

Bach, Mendelssohn Bartholdy, Widor, en twee improvisaties op psalmen
- Ronald de Jong bespeelt het monumentale Hess-orgel (1783) van de Oudshoornse kerk te Alphen aan den Rijn

Bach, Krebs, Kellner, Walond, Rinck, Dubois, en twee kerkelijke liederen
- Ronald de Jong improviseert op verzoek op het orgel van de Grote- of Stephanuskerk te Hasselt

improvisaties op psalmen
- Ronald de Jong op het Lohman-orgel, Oude Kerk te Zoetermeer

Händel, Bach, Krebs, Guilmant, Asma, Bonset, Bonefaas, Vierne, en vier werken op eigen naam
- Ronald de Jong op het Lohman-orgel Zoetermeer

Buxtehude, Homilius, Mendelssohn-Bartholdy, Mudde, Nieland, Bonset, Reuchsel, en twee eigen werken
- Ronald de Jong speelt eigen composities op het Lohman-orgel (1839) in de Oude Kerk en Maley,Young and Oldknow-orgel (1880) in de Morgensterkerk te Zoetermeer

Dubbel-cd: Fata Organa